# Фудбалска репрезентација Боцване
Фудбалска репрезентација Боцване је фудбалски тим који представља Боцвану на међународним такмичењима и под контролом је Фудбалског савеза Боцване.
Квалификовали су се на Афрички куп нација у фудбалу Афрички куп нација 2012., што је било њихово прво учешће на овом фудбалском такмичењу. Испали су у групној фази.
Никада нису учествовали на Светском првенству.

## Резултати репрезентације

### Светско првенство
| Година       | Коло                  |
| ------------ | --------------------- |
| 1930 до 1990 | Није учествовала      |
| 1994         | Није се квалификовала |
| 1998         | Није учествовала      |
| 2002 до 2018 | Није се квалификовала |
| Укупно       | 0/21                  |

### Афрички куп нација
| 1957 | Није учествовала | 1978 | Није учествовала      | 1998 | Није се квалификовала |
| 1959 | Није учествовала | 1980 | Није учествовала      | 2000 | Није се квалификовала |
| 1962 | Није учествовала | 1982 | Није учествовала      | 2002 | Није се квалификовала |
| 1963 | Није учествовала | 1984 | Није учествовала      | 2004 | Није се квалификовала |
| 1965 | Није учествовала | 1986 | Није учествовала      | 2006 | Није се квалификовала |
| 1968 | Није учествовала | 1988 | Није учествовала      | 2008 | Није се квалификовала |
| 1970 | Није учествовала | 1990 | Није учествовала      | 2010 | није се квалификовала |
| 1972 | Није учествовала | 1992 | Није учествовала      | 2012 | 1. рунда              |
| 1974 | Није учествовала | 1994 | Није се квалификовала |      |                       |
| 1976 | Није учествовала | 1996 | Није се квалификовала |      |                       |